# Jocelyn Flores
"Jocelyn Flores" é uma canção escrita e interpretada pelo rapper americano XXXTentacion de seu álbum de estúdio de estreia, intitulado 17. A canção foi produzida por Potsu e foi enviada para a rádio rítmica em 31 de outubro de 2017, como o segundo single do álbum.
O título e o assunto da canção é uma homenagem a Jocelyn Flores, uma modelo e uma amiga muito próxima do rapper, que sofria de depressão grave e ansiedade, e que havia cometido suicídio na Flórida pouco antes de uma sessão de fotos. Ele também havia dedicado a canção "Revenge" a Jocelyn pouco depois de sua morte.
A canção é construída em torno de uma amostra da canção do produtor Potsu, intitulado "I'm Closing My Eyes", que inclui vocais de Dinastia Shiloh. Estruturalmente, a música começa com uma amostra vocal de loop e instrumentação acústica, seguida por um refrão e um verso.

## Performance comercial
"Jocelyn Flores" alcançou a 19ª posição na Billboard Hot 100 dos Estados Unidos, tornando-se a canção mais alta nos gráficos americanos de XXXTentacion antes do lançamento da canção “Sad!”, que chegou à ocupar a 1ª posição nesse gráfico. Ele estreou na 56ª posição na UK Singles Chart, vendendo mais de 6.000 unidades, incluindo vendas e streamers. A canção também alcançou a 14ª posição na UK R&B Chart, e a segunda posição na UK Independent Chart.

## Pessoal
- XXXTentacion – vocais, composição
- Potsu – produção
- Jon FX – engenharia de mixagem
- Koen Heldens – engenheiro de masterização

## Desempenho nas tabelas musicais
| Tabela (2017)                                 | Melhor posição |
| --------------------------------------------- | -------------- |
| Bélgica (Ultratip Bubbling Under de Flandres) | 10             |
| Bélgica (Ultratip Bubbling Under da Valônia)  | 17             |
| Canadá (Canadian Hot 100)                     | 27             |
| República Checa (Singles Digitál Top 100)     | 38             |
| Dinamarca (Hitlisten)                         | 26             |
| Irlanda (IRMA)                                | 34             |
| Itália (FIMI)                                 | 54             |
| Países Baixos (Single Top 100)                | 89             |
| Nova Zelândia (Recorded Music NZ)             | 12             |
| Noruega (VG-lista)                            | 17             |
| Eslováquia (Singles Digitál Top 100)          | 43             |
| Suécia (Sverigetopplistan)                    | 22             |
| Suíça (Schweizer Hitparade)                   | 57             |
| Reino Unido (UK Singles Chart)                | 39             |
| Reino Unido (OCC UK Indie)                    | 2              |
| Reino Unido (OCC UK R&B)                      | 14             |
| Estados Unidos (Billboard Hot 100)            | 19             |
| Estados Unidos (Billboard R&B/Hip-Hop Songs)  | 13             |

| Tabela (2017)                                | Posição |
| -------------------------------------------- | ------- |
| Estados Unidos (Billboard R&B/Hip-Hop Songs) | 75      |

| País                       | Certificação | Vendas    |
| -------------------------- | ------------ | --------- |
| Dinamarca (IFPI Dinamarca) | Ouro         | 45.000    |
| Estados Unidos (RIAA)      | Platina      | 1.000.000 |
| França (SNEP)              | Ouro         | 75.000    |
| Irlanda (IRMA)             | Ouro         | 7.500     |
| Itália (FIMI)              | Platina      | 50.000    |
| Nova Zelândia (RMNZ)       | Platina      | 30.000    |
| Reino Unido (BPI)          | Prata        | 200.000   |